# Sophora
Sophora és un gènere de plantes amb flor de la tribu Sophoreae dins la família de les fabàcies.

## Taxonomia

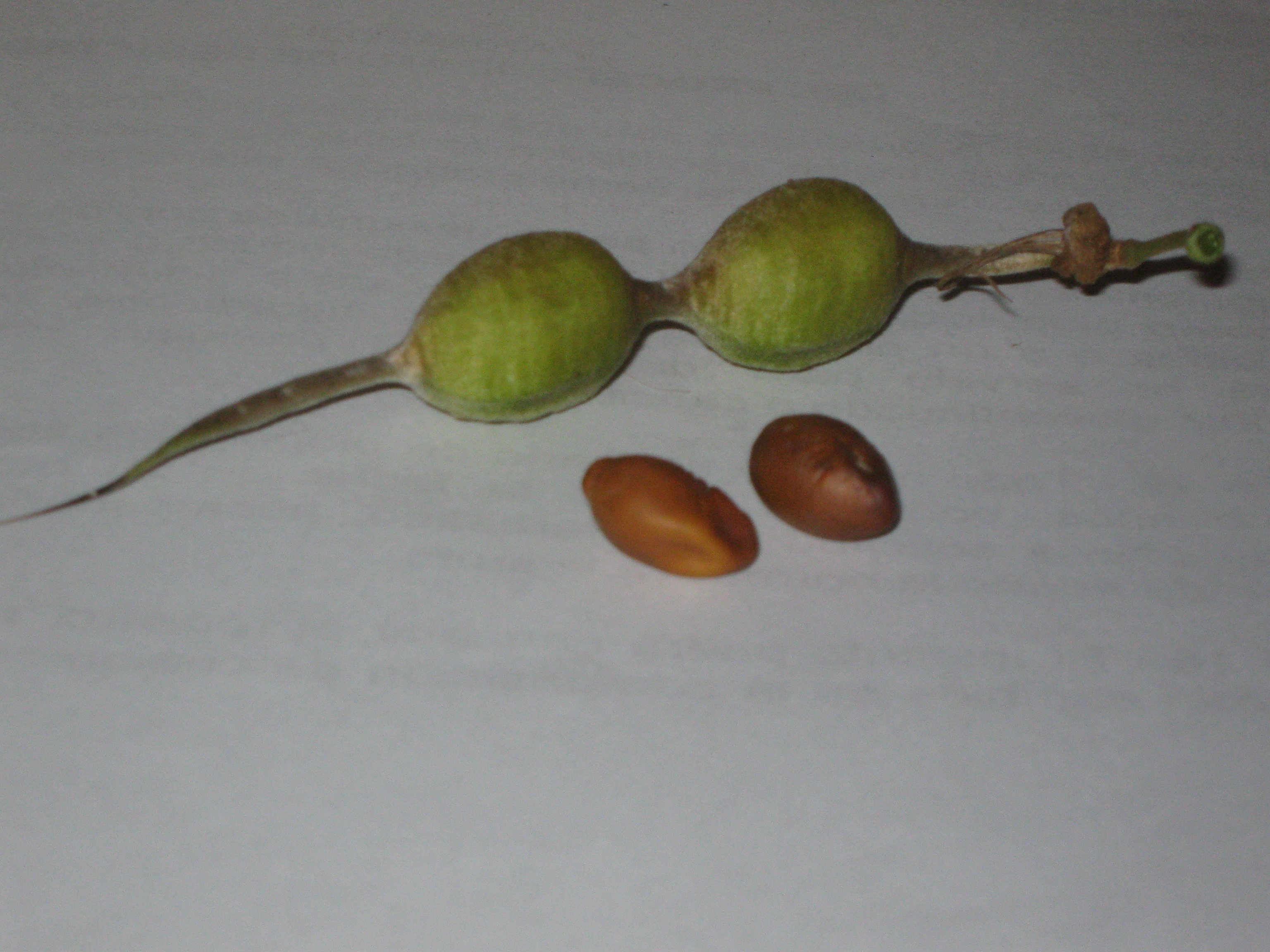
Llegum i llavors

El gènere comprèn unes 45 a 60 espècies de plantes herbàcies, arbustives de 20 cm a 2 metres d'alçada, totes amb flors grogues, originàries de l'Asia

## Species excludenda
- S. korolkovii[3]Styphnobium japonicum